# 2020年夏季残疾人奥林匹克运动会轮椅网球比赛
2020年夏季帕拉林匹克运动会轮椅网球比赛，是因2019冠状病毒病疫情而延期至2021年举行的第16届夏季残疾人奥林匹克运动会的其中一个比赛项目，于2021年8月27日至9月4日在日本东京有明网球森林公园举行。本届比赛分为男子、女子及四肢残疾组（不分性别），共产生6块金牌。

## 比赛分级
残疾人奥林匹克运动会轮椅网球比赛是让除了智能及视觉障碍之外的所有伤残运动员参加的比赛项目。按照运动员的残障程度，将他们分为2个级别：
- 公开级：此级别的运动员为双腿有明显或永久的损伤，而手部的活动能力正常。残障的类型主要是半身不遂、单腿或双腿曾进行截肢。
- 四肢伤残级：此级别的运动员为双手及双腿都有明显或永久的损伤。因此他们在控制球拍及轮椅都有一定程度的困难，因此部份运动员需要用带子将球拍绑紧于手部。[3]

## 比赛规则
轮椅网球的场地与普通网球一样（长度23.77米、阔度8.23米、网高91.4厘米），而规则与计分方法亦与普通网球相近，除了以下数项的分别：
- 轮椅网球允许网球落地2次，而第2次可以是界内或是界外。
- 轮椅会被认为身体的一部份，因此所以牵涉运动员身体的规则亦适合于轮椅上。
- 如果运动员不能够用车轮移动轮椅，他可以使用脚来移动轮椅，但是以下情况例外：
  - 当身体向前移动，包括挥拍击球；
  - 从开始挥拍的动作直至球拍击中网球。以上情况用脚接触地面都会失分。
- 此外，当运动员在网球第3次落地前未能击球，以及在击球时臀部的任何一侧都没有接触到轮椅的座椅都会当作失分。
- 其他详细规则可以参考国际网球联合会的网页[4]
- 而比赛的模式为直接的淘汰赛，并设有种子制。

## 参赛资格
轮椅网球比赛的参赛资格是分配给运动员，而并非国家/地区。每个国家/地区最多能够获得以下数量的参赛名额：
- 男子单打、女子单打：各4个名额
- 四肢伤残单打（混合）：3个名额

## 赛程
以下是轮椅网球项目的赛程安排：
| R | 早期轮次 | QF | 1/4决赛 | SF | 半决赛 | B | 铜牌赛 | F | 金牌赛 |

| 项目         | 日期    | 日期    | 日期    | 日期    | 日期    | 日期   | 日期   | 日期   | 日期   | 日期   | 日期   |
| 项目         | 8月27日 | 8月28日 | 8月29日 | 8月30日 | 8月31日 | 9月1日 | 9月1日 | 9月2日 | 9月2日 | 9月3日 | 9月4日 |
| ------------ | ------- | ------- | ------- | ------- | ------- | ------ | ------ | ------ | ------ | ------ | ------ |
| 男子单打     | R64     |         | R32     | R16     | QF      | SF     | SF     | B      | B      |        | F      |
| 女子单打     | R32     | R16     |         | QF      |         | SF     | SF     | B      | B      | F      |        |
| 男子双打     |         | R32     | R16     | QF      | SF      |        |        | B      | B      | F      |        |
| 女子双打     |         | R32     | QF      |         | SF      | B      | B      |        |        |        | F      |
| 四肢残疾单打 |         | R16     | QF      |         | SF      |        |        | B      | F      |        |        |
| 四肢残疾双打 | QF      |         |         | SF      |         | B      | F      |        |        |        |        |

## 奖牌榜
*   主办国家/地区（日本）
| 排名                | 代表团              | 金牌 | 銀牌 | 銅牌 | 总计 |
| ------------------- | ------------------- | ---- | ---- | ---- | ---- |
| 1                   | 荷兰                | 3    | 1    | 2    | 6    |
| 2                   | 日本*               | 1    | 1    | 2    | 4    |
| 3                   |                     | 1    | 1    | 0    | 2    |
| 4                   | 法国                | 1    | 0    | 0    | 1    |
| 5                   | 英国                | 0    | 3    | 2    | 5    |
| 总计（共5个代表团） | 总计（共5个代表团） | 6    | 6    | 6    | 18   |

## 奖牌得主
| 项目                    | 金牌                                          | 银牌                                    | 铜牌                                            |
| 男子单打 （詳細）       | 国枝慎吾 · 日本（JPN）                        | 汤姆·埃格伯林克 · 英国（GBR）           | 戈登·里德 · 英国（GBR）                         |
| 男子双打 （詳細）       | 法国（FRA） · 斯特凡纳·乌代 · 尼古拉斯·佩菲爾 | 英国（GBR） · 阿尔菲·休伊特 · 戈登·里德 | 荷兰（NED） · 汤姆·埃格伯林克 · 迈克尔·舍费尔斯 |
| 女子单打 （詳細）       | 迪德·德格罗特 · 荷兰（NED）                   | 上地结衣 · 日本（JPN）                  | 乔丹妮·威利 · 英国（GBR）                       |
| 女子双打 （詳細）       | 荷兰（NED） · 迪德·德格罗特 · 阿妮克·范库特   | 英国（GBR） · 露西·舒克 · 乔丹妮·威利   | 日本（JPN） · 上地结衣 · 大谷桃子               |
| 四肢残疾组单打 （詳細） | 迪伦·奥尔科特 · （AUS）                       | 萨姆·施罗德 · 荷兰（NED）               | 尼尔斯·芬克 · 荷兰（NED）                       |
| 四肢残疾组双打 （詳細） | 荷兰（NED） · 萨姆·施罗德 · 尼尔斯·芬克       | （AUS） · 迪伦·奥尔科特 · 希思·戴维森   | 日本（JPN） · 諸石光照 · 菅野浩二               |

## 外部連結
- 国际网球联合会 （页面存档备份，存于）
- (PDF). （原始内容 (PDF)存档于2021-09-05）.